# Fescoggia

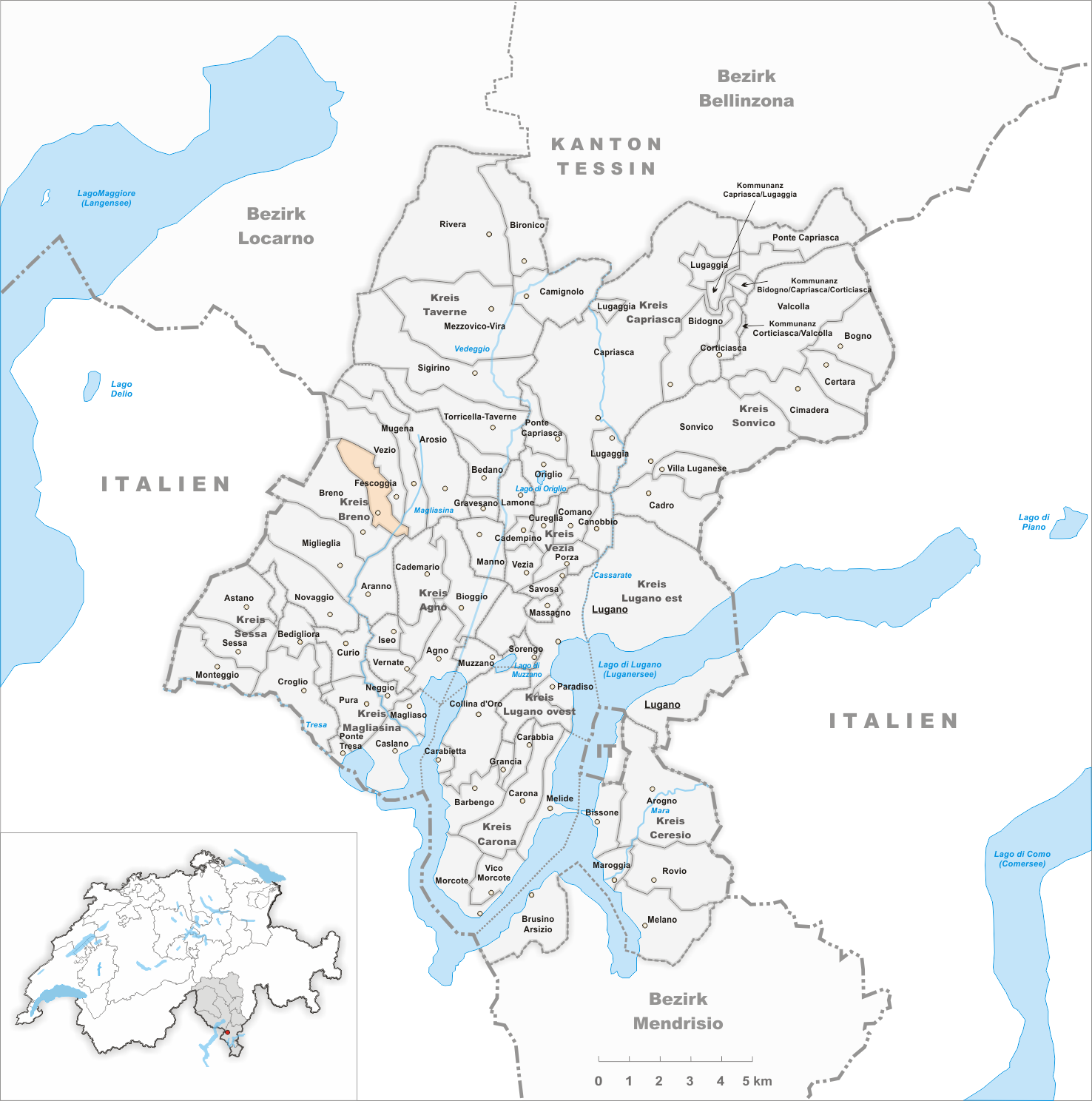
Gemeindestand vor der Fusion am 13. März 2005

Fescoggia (Fescògia in Tessiner Dialekt) ist ein Ortsteil der Tessiner Gemeinde Alto Malcantone im Malcantone.

## Geographie
Der Weiler liegt im Val Magliasina zwischen Breno und Vezio, auf einer Geländeterrasse (837 m ü. M.) unterhalb des Monte Torri.

## Geschichte und Wirtschaft
Das Dorf wird erstmals als Foschagiora im 11. Jahrhundert erwähnt; weitere frühe Nennungen sind Fiscoza (1250); Fescozia und Fiscozia (beide 1296) und Fischozia (1467). Nach einem Dokument von 1296 war Fescoggia neben Agnuzzo das einzige Dorf im Südtessin, das sich gänzlich im Besitz des Domkapitels von Como befand. Das Zehntrecht besass das Kloster Sant’Abbondio in Como, welches dieses Recht 1579 an die Vicinìa (Nachbarschaft) Breno verkaufte.
Dominierend war stets die Landwirtschaft, doch auf dem Monte Torri wurde im 19. Jahrhundert auch Eisenerz abgebaut und verhüttet.
Fescoggia fusionierte am 13. März 2005 mit den damaligen Gemeinden Breno, Arosio, Mugena und Vezio zur neuen Gemeinde Alto Malcantone. Fescoggia bildet aber nach wie vor eine eigenständige Bürgergemeinde.

## Bevölkerung
Einwohnerzahlen: Volkszählungsdaten

## Sehenswürdigkeiten

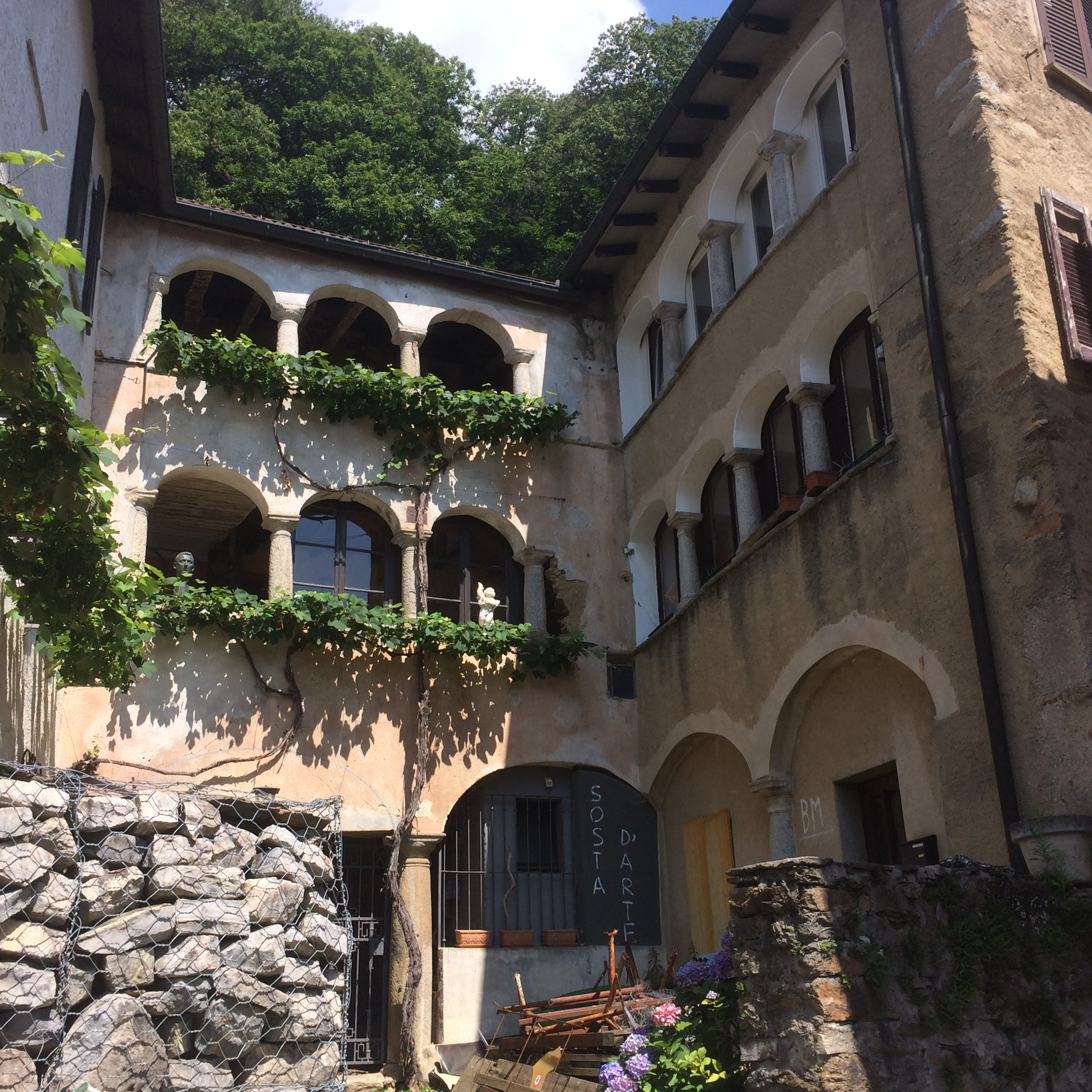
Haus in Fescoggia

- Oratorium San Silvestro[4][5]
- Ehemaliges Gemeindehaus[4]
- Casa Boschetti[4]

## Persönlichkeiten
- Santino Negri (* 1. November 1821 in Fescoggia; † 25. Mai 1894 ebenda), Stuckateur, wirkte an der Pfarrkirche Santi Cosma e Damiano von Mendrisio und am königlichen Schloss von Turin[6]
- Domenico Negri (* 21. August 1838 in Fescoggia; † 2. Januar 1899 ebenda), Künstler, Maler in Turin und Chicago, Porträtist[7][8][9]
- Alberto Lucchini (* 1906 in Fescoggia; † nach 1955 ebenda), Gymnasiallehrer in Lugano, Autor, Dialektdichter[10][11]
- Dick Marty (1945–2023), Schweizer Politiker (FDP), Staatsanwalt, Staatsrat des Kantons Tessin und Ständerat, wohnhaft in Fescoggia